# Ibrahim Osman
Ibrahim Osman (Accra, 29 novembre 2004) è un calciatore ghanese, attaccante dell'Auxerre in prestito dal Brighton.

## Carriera

### Club
Cresciuto nella Right to Dream Academy, Osman è stato acquistato dal Nordsjælland nel gennaio del 2023. Ha fatto il suo esordio in prima squadra il 24 febbraio 2022 nell'incontro di Superligaen vinto 4-2 contro l'Odense.
Il 31 luglio ha segnato il suo primo gol con il club danese nell'incontro di campionato vinto 3-1 contro l'Aarhus.
Il 10 febbraio 2024 viene acquistato per 19,5 milioni di euro dal Brighton.
Il 15 agosto 2024 passa in prestito al Feyenoord.
L'8 luglio 2025 passa in prestito all'Auxerre.

### Nazionale
Il 22 marzo 2024 esordisce con il Ghana nell'amichevole persa 2-1 contro la Nigeria.

## Statistiche

### Presenze e reti nei club
Statistiche aggiornate all'8 luglio 2025.
| Stagione             | Squadra              | Campionato           | Campionato | Campionato | Coppe nazionali | Coppe nazionali | Coppe nazionali | Coppe continentali | Coppe continentali | Coppe continentali | Altre coppe | Altre coppe | Altre coppe | Totale | Totale | Totale |
| Stagione             | Squadra              | Comp                 | Pres       | Reti       | Comp            | Pres            | Reti            | Comp               | Pres               | Reti               | Comp        | Pres        | Reti        | Pres   | Reti   |        |
| -------------------- | -------------------- | -------------------- | ---------- | ---------- | --------------- | --------------- | --------------- | ------------------ | ------------------ | ------------------ | ----------- | ----------- | ----------- | ------ | ------ | ------ |
| gen.-giu. 2023       | Nordsjælland         | SL                   | 6          | 0          | CD              | 4               | 0               | -                  | -                  | -                  | -           | -           | -           | 10     | 0      |        |
| 2023-2024            | Nordsjælland         | SL                   | 29         | 6          | CD              | 5               | 2               | UECL               | 10                 | 2                  | -           | -           | -           | 44     | 10     |        |
| Totale Nordsjaelland | Totale Nordsjaelland | Totale Nordsjaelland | 35         | 6          |                 | 9               | 2               |                    | 10                 | 2                  |             | -           | -           | 54     | 10     |        |
| 2024-2025            | Feyenoord            | E                    | 22         | 3          | CO              | 3               | 1               | UCL                | 5                  | 0                  | SO          | -           | -           | 30     | 4      |        |
| Totale carriera      | Totale carriera      | Totale carriera      | 57         | 9          |                 | 12              | 3               |                    | 15                 | 2                  |             | -           | -           | 84     | 14     |        |

### Cronologia presenze e reti in nazionale
| Cronologia completa delle presenze e delle reti in nazionale ― Ghana | Cronologia completa delle presenze e delle reti in nazionale ― Ghana | Cronologia completa delle presenze e delle reti in nazionale ― Ghana | Cronologia completa delle presenze e delle reti in nazionale ― Ghana | Cronologia completa delle presenze e delle reti in nazionale ― Ghana | Cronologia completa delle presenze e delle reti in nazionale ― Ghana | Cronologia completa delle presenze e delle reti in nazionale ― Ghana | Cronologia completa delle presenze e delle reti in nazionale ― Ghana |
| Data                                                                 | Città                                                                | In casa                                                              | Risultato                                                            | Ospiti                                                               | Competizione                                                         | Reti                                                                 | Note                                                                 |
| -------------------------------------------------------------------- | -------------------------------------------------------------------- | -------------------------------------------------------------------- | -------------------------------------------------------------------- | -------------------------------------------------------------------- | -------------------------------------------------------------------- | -------------------------------------------------------------------- | -------------------------------------------------------------------- |
| 22-3-2024                                                            | Marrakech                                                            | Ghana                                                                | 1 – 2                                                                | Nigeria                                                              | Amichevole                                                           | -                                                                    | 90+4’                                                                |
| 26-3-2024                                                            | Marrakech                                                            | Uganda                                                               | 2 – 2                                                                | Ghana                                                                | Amichevole                                                           | -                                                                    | 90+1’                                                                |
| Totale                                                               |                                                                      | Presenze                                                             | 2                                                                    |                                                                      | Reti                                                                 | 0                                                                    |                                                                      |